# Wollongong
Wollongong est une ville de Nouvelle-Galles du Sud, en Australie. Elle est située sur la « South Coast », au sein de la région de l'Illawarra. Sa population s'élevait à 289 472 habitants en 2012. C'est la troisième ville de l'État par le nombre d'habitants.
Elle se trouve à 88 km au sud de Sydney, à 1 h 30 par la route.
Connue parfois sous le surnom de « The Gong » (abréviation du nom complet de la ville), la ville de Wollongong est dotée d’une riche histoire industrielle et de ressources minières. La ville est également considérée comme le centre régional de l’industrie de la pêche de la partie Sud de la Nouvelle-Galles du Sud. Elle possède une université de renommée internationale qui attire un grand nombre d’étudiants en provenance de l’étranger, en particulier d’Asie. On peut également y trouver deux cathédrales régionales, et de nombreux lieux de culte de différentes religions, dont le célèbre temple bouddhiste de Nan Tien, qui est le plus grand temple bouddhiste de l’hémisphère sud.

## Géographie
La ville de Wollongong a une situation géographique assez particulière : sur un plateau coincé entre la mer de Tasman à l’est et un escarpement particulièrement raide à l’ouest.
Le plateau sur lequel est située la banlieue nord de la ville est tellement étroit qu’il a fallu bâtir un pont spectaculaire en 2005 pour remplacer la route d'origine, menacée constamment par des glissements de terrain et de rochers. Ce pont, appelé le Sea Cliff Bridge, constitue désormais un site touristique important pour la région.
L’escarpement s’élève à 750 mètres à son point culminant et il abrite des réserves importantes de charbon et d’autres matières premières. Le plateau lui-même est traversé par plusieurs ruisseaux à haut risque d’inondation. Les habitants de la ville peuvent profiter de nombreuses plages de sable blanc.
Un peu au sud du centre-ville de Wollongong, près de Port Kembla, se trouvent cinq îles qu’on appelle the five islands (les cinq îles). L’île de Gang-man-gant a la plus grande superficie.
Une autre fierté de la ville est le lac de l’Illawarra, situé un peu au sud du centre-ville. Autrefois d'une immense beauté naturelle, il est aujourd’hui très pollué en raison de la présence de nombreux faubourgs surpeuplés qui se trouvent aux alentours. En plus, une aciérie employant plusieurs milliers de personnes se trouve dans le même secteur, et sa pollution vient s'ajouter à celle des habitations. L’aciérie dispose d'un port, l’un des plus grands du pays.

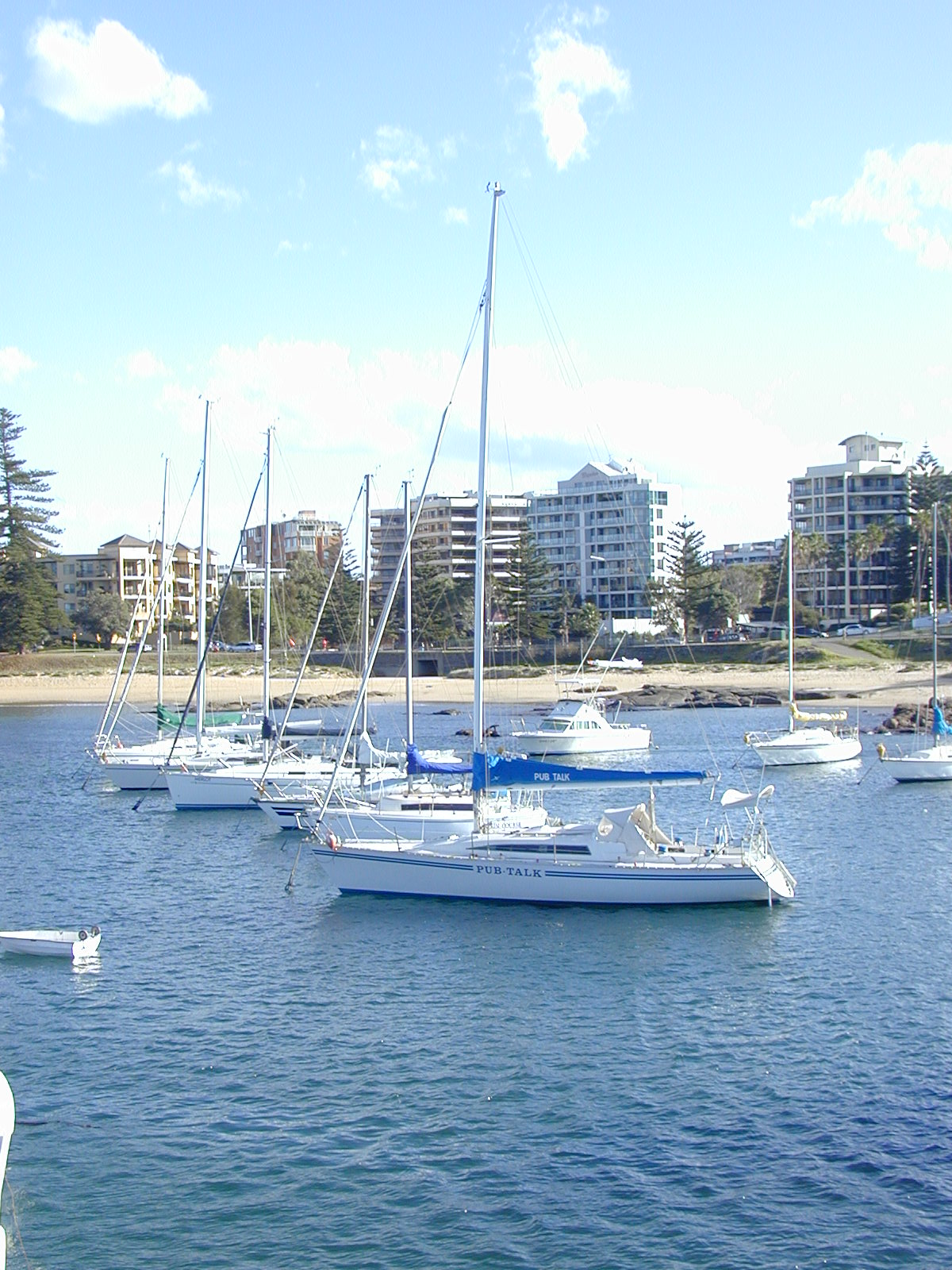
Le port.

Wollongong possède un aéroport : l'aéroport régional d'Illawarra.
Quartiers de Wollongong :
- Keiraville
- Port Kembla
- Gwyneville
- Fairy Meadow
- Coniston
- Figtree
- North Wollongong
- Mount Keira
- Mount Osley

Villes voisines :
- Stanwell Park
- Bulli
- Shellharbour
- Kiama
- Kangaroo valley

## Histoire
Des peuples indigènes — les Dharwals — habitent la région depuis longtemps. Les premiers explorateurs européens l'ayant visité furent les navigateurs britanniques George Bass et Matthew Flinders, qui débarquèrent près du lac Illawarra en 1796. Les premiers habitants blancs, en 1810, étaient des agriculteurs.  
Les plans de la ville n’ont été formellement créés qu’en 1834. Une route traversant l’escarpement reliant ainsi le plateau au reste du pays fut construite en 1835-1836. 
En 1856, la population de Wollongong était de 864 habitants. 
La ligne de chemin de fer Sydney-Wollongong a assuré la liaison avec la capitale dès 1887. Elle continue de nos jours jusqu’à Bombaderry, situé aux rives de la Shoalhaven River.
Le navigateur anglais George Bass fut le premier à décrire l'existence de ressources en charbon dans la région en 1797. Furent ouvertes par la suite plusieurs mines de charbon. L’accident minier le plus grave de l’histoire de l’Australie se produisit en 1902 dans le faubourg de Mount Kembla : une explosion tuant 94 personnes, dont la victime la plus jeune était âgée de seulement 14 ans. Deux autres hommes venant au secours des victimes de l’explosion sont également morts.
L’industrie lourde a été attirée vers la région grâce au charbon. La première aciérie est ouverte en 1928, puis elle a été rachetée en 1935 par la société Broken Hill Proprietory Limited, devenu aujourd’hui BHP Billiton. L’aciérie du Port Kembla est aujourd’hui un leader australien de la production d'acier avec environ 5 millions de tonnes produits chaque année.
Malgré la diminution importante des industries traditionnelles due à l’abandon des politiques protectionnistes dans les années 1980, il existe encore beaucoup d'industries. Cela n’a pas empêché la ville de Wollongong d’avoir l’un des taux de chômage les plus élevés dans tout le pays, ainsi qu’un des plus grands nombres de toxicomanes. L’économie locale a néanmoins rebondi ces dernières années, grâce notamment à la diversification de l’activité économique, y compris l’éducation supérieure, les beaux arts, le tourisme.
En 2024, une société de recherches sous-marines retrouve l'épave du navire charbonnier SS Nemesis à 26 km au large de Wollongong, 120 ans après sa disparition. Le navire, parti de Newcastle le 9 juillet 1904 avec 32 marins à bord, n'était jamais arrivé à sa destination, Melbourne.

## Démographie
En 2001 la population de la ville de Wollongong était de 181 612 habitants. Celle de la région alentour (la ville de Shellharbour et la municipalité de Kiama, par exemple) était de 274 072 habitants.
Wollongong est dotée d’une forte proportion d’émigrés issus des pays de l’Europe méridionale, en particulier de la république de Macédoine, d’Italie, de Grèce, de Turquie et des pays de l’ex-Yougoslavie, à cause notamment d’un besoin considérable de main d’œuvre à la suite de la Seconde Guerre mondiale. Depuis, des émigrés sont venus en masse surtout du Vietnam, du Liban, d'Iran, du Portugal, d'Espagne, d'Afrique, d'Amérique latine et de Bosnie-Herzégovine.
Encore plus récemment, Wollongong est devenue une destination phare pour de nouveaux habitants issus de la banlieue de Sydney, qui cherchent à se loger moins cher, à avoir un trafic routier plus réduit et un milieu moins urbanisé. L’existence de transports en commun liant Wollongong à Sydney a fait que bien des jeunes familles viennent s’installer à Wollongong tout en travaillant à Sydney.

## Climat
Wollongong a un climat océanique-chaud (Köppen: Cfb/Cfa) avec des étés agréablement chauds et humides; et des hivers doux. Son climat est  tempéré par les brises marines. Les précipitations sont abondantes toute l'année avec une moyenne de 1323.7 mm par an. Les mois les plus venteux sont les mois de juillet et aout.
Université de Wollongong, Australie
| Mois                                            | jan.  | fév.  | mars  | avril | mai   | juin  | jui. | août | sep. | oct.  | nov.  | déc. | année   |
| ----------------------------------------------- | ----- | ----- | ----- | ----- | ----- | ----- | ---- | ---- | ---- | ----- | ----- | ---- | ------- |
| Température minimale moyenne (°C)               | 17,9  | 18,2  | 16,7  | 14,2  | 11,8  | 9,5   | 8,3  | 8,8  | 10,6 | 12,6  | 14,4  | 16,5 | 13,3    |
| Température moyenne (°C)                        | 21,8  | 21,9  | 20,6  | 18,4  | 15,9  | 13,6  | 12,7 | 13,6 | 15,5 | 17,4  | 18,7  | 20,8 | 17,6    |
| Température maximale moyenne (°C)               | 25,6  | 25,6  | 24,5  | 22,5  | 20    | 17,6  | 17   | 18,3 | 20,3 | 22,1  | 22,9  | 25   | 21,8    |
| Record de froid (°C)                            | 9,6   | 10,3  | 9,1   | 5,1   | 3,1   | 2     | 0,8  | 2    | 3,3  | 4,7   | 5,4   | 8,3  | 0,8     |
| Record de chaleur (°C)                          | 44,1  | 41,7  | 40,2  | 35,4  | 28,5  | 24,7  | 25,7 | 30,3 | 34,2 | 38,8  | 40,6  | 41,5 | 44,1    |
| Précipitations (mm)                             | 130,3 | 156,4 | 160,4 | 129,3 | 106,4 | 112,4 | 63,4 | 83,3 | 67,4 | 100,5 | 115,6 | 97,3 | 1 323,7 |
| dont nombre de jours avec précipitations ≥ 1 mm | 10,5  | 10,4  | 10,8  | 8,3   | 7,8   | 7,1   | 5,9  | 5,6  | 6,7  | 8,4   | 10,4  | 9,1  | 101     |
| Humidité relative (%)                           | 68    | 69    | 66    | 63    | 62    | 59    | 54   | 52   | 55   | 61    | 64    | 64   | 61      |

## Éducation
Il existe à Wollongong une seule université, l’université de Wollongong, qui a fait partie de l’université de Nouvelle-Galles-du-Sud, ainsi qu’un institut technique. L’université a été élue deux fois meilleure université australienne. Il y a aussi une école secondaire sélective située au cœur du centre-ville, ainsi que plusieurs autres collèges et lycées de renommée.

## Médias
La ville dispose de trois chaînes de télévision commerciales, deux chaînes gouvernementales, l’Australian Broadcasting Corporation (ABC) et le Special Broadcasting Service (SBS), six chaînes de radio propres à Wollongong.
Il y a un seul quotidien, le « Illawarra Mercury », ainsi que plusieurs journaux communautaires gratuits.

## Sport
Le rugby à XIII est généralement considéré comme le sport le plus populaire de Wollongong et de l’Illawarra. De nombreux joueurs de renommée nationale et internationale sont issus de cette région. Un club de rugby à XIII de Wollongong a même presque réussi à obtenir les services du grand joueur français Puig-Aubert. Les Saint-George Illawarra Dragons représentent la région dans la ligue nationale (National Rugby League) depuis 1982.
Les Wollongong Hawks participent à la compétition nationale de basket-ball et ont même remporté le championnat de 2001.
Les Wollongong Wolves sont un club de la « Premier League » de Nouvelle-Galles-du-Sud de football, et ont participé au Championnat d'Australie de football jusqu’en 2005.
En 2022, la ville accueille les Championnats du monde de cyclisme sur route.

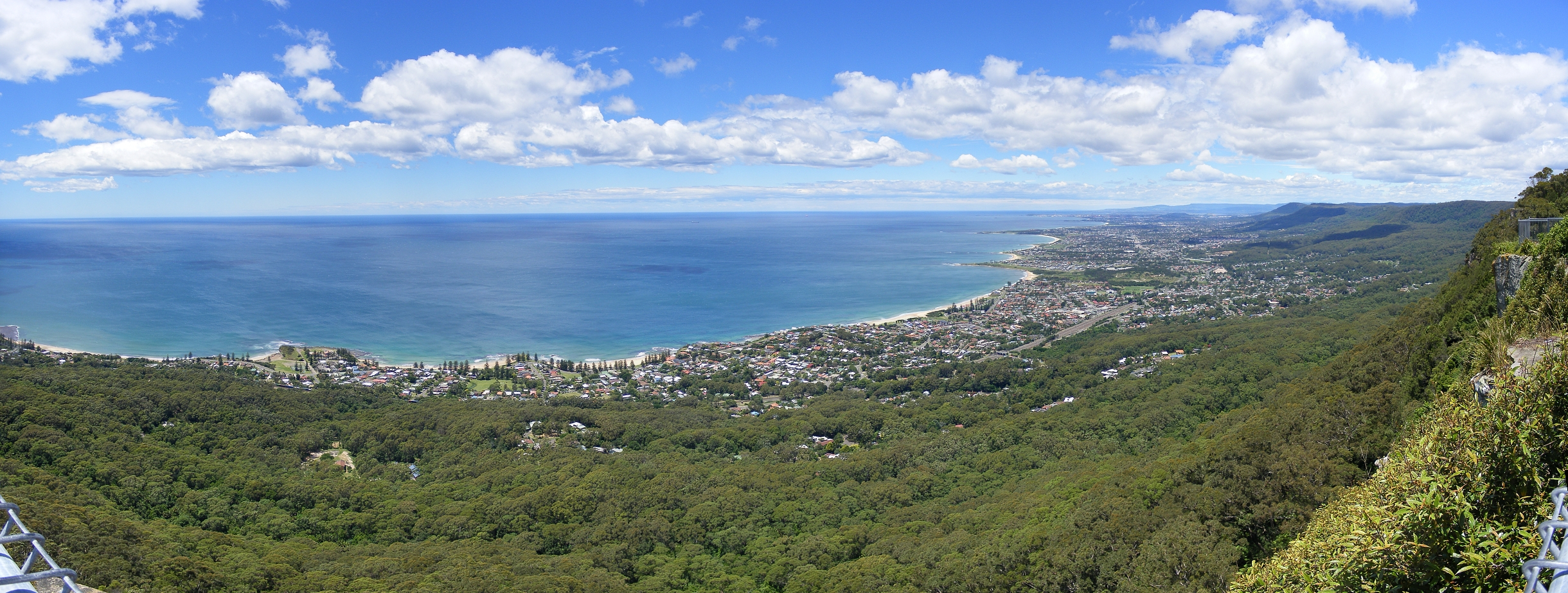
Wollongong.

## Personnalités
- Beverley Whitfield (1954-1996), championne olympique de natation, est née à Wollongong.
- Wayne Gardner (1959-), pilote motocycliste, champion du monde 1987 catégorie 500 cc, né a Wollongong.
- Natalie Bassingthwaighte (1975-), chanteuse née à Wollongong.